# The McCoys
The McCoys var en amerikansk popgrupp bildad i Union City, Indiana 1962. Frontfigur var sångaren och gitarristen Rick Derringer.
Gruppens första singelskiva "Hang on Sloopy" som kom 1965 blev en stor framgång och kom etta på listorna runt om i världen. Gruppen fick två stora hits till, "Fever" och "Come On Let's Go". Ju längre tiden gick desto längre ner på listorna hamnade låtarna. 
I slutet av 1960-talet hade The McCoys tröttnat på att göra tonårspop. Man bytte skivbolag, från tidigare Bang, till Mercury Records och började på egen hand spela mer psykedelisk musik.
The McCoys upplöstes år 1969. Flera medlemmar av gruppen blev sedan medlemmar i bluesgitarristen Johnny Winters back up-band. 

## Medlemmar
- Rick Derringer (Richard Zehringer) - sång, gitarr (1962-1969)
- Randy Zehringer - trummor (1962-1969)
- Ronnie Brandon - keyboard (1962-1965)
- Randy Hobbs - bas (1963-1969; död 1993)
- Bobby Peterson - keyboard (1965-1969; död 1993)

## Diskografi
Album
- 1965 – Hang on Sloopy
- 1966 – You Make Me Feel So Good
- 1968 – The Infinite McCoys
- 1969 – Human Ball
- 2003 – Dear Everybody (som Scott Carpenter & The Real McCoys)

Singlar
- 1965 - "Hang On Sloopy" / "I Can't Explain It" (#1 på Billboard Hot 100)
- 1965 - "Fever" / "Sorrow" (#9)
- 1966 - "Up And Down" / "If You Tell A Lie"
- 1966 - "Come On Let's Go" / "Little People" (#17)
- 1966 - "(You Make Me Feel) So Good" / "Runaway"
- 1966 - "Don't Worry Mother, Your Son's Heart Is Pure" / "Ko-Ko"
- 1967 - "I Got To Go Back (And Watch That Little Girl Dance)" / "Dynamite" (från You Make Me Feel So Good)
- 1967 - "Beat The Clock" / "Like You Do To Me"
- 1967 - "Say Those Magic Words" / "I Wonder If She Remembers Me"
- 1968 - "Jesse Brady" / "Resurrection"
- 1968 - "Epilogue" / "Daybreak"
- 1969 - "Love Don't Stop" / "Only Human"